# パウル・デッサウ
パウル・デッサウ（Paul Dessau、1894年12月19日 - 1979年6月28日）は、ドイツの作曲家・指揮者。

## 生涯
ハンブルク出身。音楽一家に生まれ、祖父のモーゼス・ベレント・デッサウは合唱指揮者で、伯父のベルンハルト・デッサウはベルリン国立歌劇場のヴァイオリニストであった。またいとこのマックス・ヴィンターフェルトはジーン・ギルバートのペンネームでオペレッタ作曲家となった。
1909年、ベルリンのクリントヴォルト＝シャルヴェンカ音楽院に入学し、ヴァイオリンを専攻した。1912年にハンブルク市歌劇場のコレペティトールとなり、そこで指揮をフェリックス・ワインガルトナーとアルトゥル・ニキシュに学び、マックス・ユリウス・レーヴェンガルトの作曲クラスに在籍した。1914年にブレーメンのチボリ劇場の第2カペルマイスターとなり、1915年に兵役にとられるまで務めた。
第一次世界大戦後はハンブルクのカマーシュピレ劇場の指揮者となり、さらに1919年から1923年までの間ケルンのオペラハウスでオットー・クレンペラーのもとでコレペティトールとカペルマイスターを務めた。1923年からマインツのカペルマイスターとなり、1925年からはベルリン市立歌劇場でブルーノ・ワルターのもとでカペルマイスターを務めた。
1933年にフランスに移住し、ついで1939年にアメリカ合衆国に移住した。アメリカでは最初はニューヨークに居住していたが、のちにハリウッドに移った。1948年に帰国して、東ベルリンに居住した。
1952年より国立演劇学校で教職に就き、1959年から教授となった。また1952年にベルリン芸術アカデミーの会員となり、1957年から1962年まで副議長を務めた。
教え子にルカ・ロンバルディなどがいる。

## 作品
作品にはオペラ、付随音楽、バレエ、交響曲、管弦楽曲、器楽曲、歌曲などがある。1920年代より映画音楽も手掛け、初期のウォルト・ディズニーの映画の音楽も担当した。パリに亡命している間、マックス・ブロートの詞によってオラトリオ『ハッガーダー・シェル・ペサハ』を作曲した。1950年代にはオペラ制作と並行して、ベルトルト・ブレヒトに協力して劇場音楽の作曲に尽力した。またドイツ民主共和国のプロパガンダのために実用音楽を多く作曲したが、一方でヴィトルト・ルトスワフスキ、アルフレート・シュニトケ、ボリス・ブラッハー、ハンス・ヴェルナー・ヘンツェ、ルイジ・ノーノのような前衛音楽の紹介につとめた。
また、デッサウはヨハン・セバスティアン・バッハを尊敬しており、東ドイツ最高の作曲家であると語っていた。

## 関連文献
- Fritz Henneberg: "Dessau - Brecht. Musikalische Arbeiten." (Henschel, Berlin 1963)
- Fritz Hennenberg: "Paul Dessau. Eine Biographie." (VEB Deutscher Verlag für Musik, Leipzig 1965)
- Paul Dessau: "Notizen zu Noten" (ed. Fritz Henneberg, Reclam, Leipzig 1974)
- Paul Dessau: " Aus Gesprächen" (VEB Deutscher Verlag für Musik, Leipzig 1974)
- Joachim Lucchesi (ed.): "Das Verhör in der Oper. Die Debatte um die Aufführung »Das Verhör des Lukullus« von Bertolt Brecht und Paul Dessau." (BasisDruck, Berlin 1993)